# Джиро д’Италия 1930
18-й выпуск Джиро д’Италия — трёхнедельной шоссейной велогонки по дорогам Италии. Гонка проводилась с 17 мая по 8 июня 1930 года. Победу одержал итальянский велогонщик Луиджи Маркизио. Организатором и главным спонсором гонки выступала газета La Gazzetta dello Sport.

## Участники

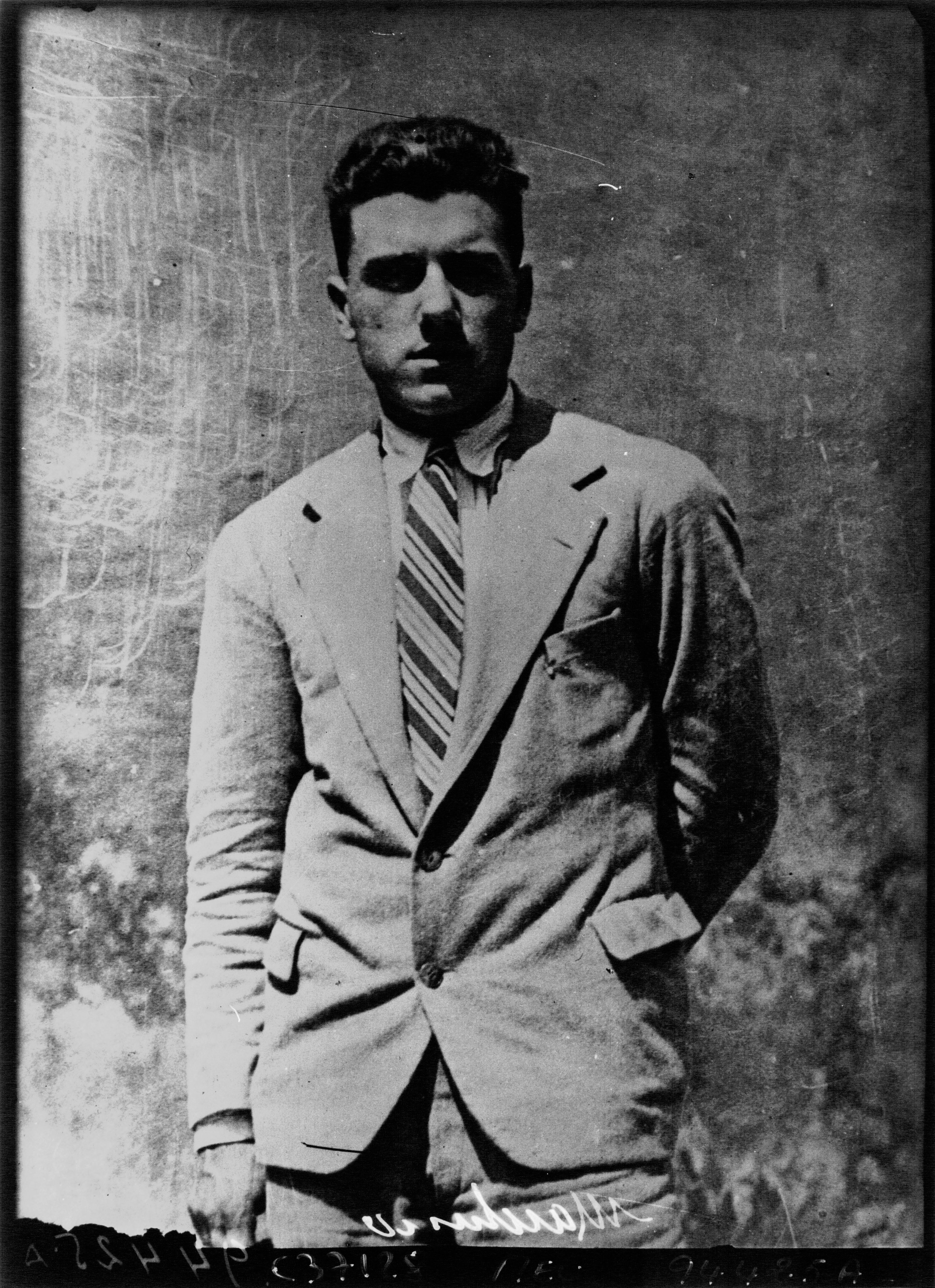
Победитель гонки «Джиро д’Италия 1930» Луиджи Маркизио в 1932 году

На старт гонки в Мессине вышли 115 гонщиков, с которых до финиша соревнования доехали 67. Гонщики могли участвовать в гранд-туре в составе команды или индивидуально. Участие в гонке приняли 6 профессиональных велокоманд.
Пелотон состоял в основном из итальянцев. Четырехкратный победитель и действующий чемпион Джиро Альфредо Бинда не участвовал в гонке, поскольку организаторы, помня предыдущие выпуски и считавшие, что доминирование Бинды стало представлять угрозу популярности соревнования, заплатили менеджеру его команды Эмилио Боцци 22 500 лир (столько же, сколько получил бы гонщик за первое место в том году), чтобы тот удержал гонщика от участия в гонке. Помимо Бинды, в стартовом протоколе не было ни одного из прошлых победителей Корса Роза. Среди известных итальянских гонщиков, которые стартовали на гонке, были Антонио Негрини, Джузеппе Панчера и Доменико Пьемонтези.
| Профессиональные велокоманды (6)- Bianchi - Legnano-Pirelli - Maino-Clément - Gloria-Hutchinson - Prina-Hutchinson - Dei-Pirelli |
| |

## Маршрут
Гонка состояла из 15 этапов, общей протяженностью 3907 километров.
| Этап | Дата   | Маршрут                        | type      | Длина (км) | Победитель          | Лидер генеральной классификации |
| ---- | ------ | ------------------------------ | --------- | ---------- | ------------------- | ------------------------------- |
| 1    | 17 май | Мессина – Катания              | горный    | 174        | Микеле Мара         | Микеле Мара                     |
| 2    | 18 май | Катания – Палермо              | горный    | 280        | Леонида Фраскарелли | Антонио Негрини                 |
| 3    | 20 май | Палермо – Мессина              | равнинный | 257        | Луиджи Маркизио     | Луиджи Маркизио                 |
| 4    | 22 май | Реджо-ди-Калабрия – Катандзаро | равнинный | 173        | Луиджи Маркизио     | Луиджи Маркизио                 |
| 5    | 23 май | Катандзаро – Козенца           | горный    | 118        | Доменико Пьемонтези | Луиджи Маркизио                 |
| 6    | 25 май | Козенца – Салерно              | горный    | 292        | Аллегро Гранди      | Луиджи Маркизио                 |
| 7    | 27 май | Салерно – Неаполь              | равнинный | 180        | Раффаэле Ди Пако    | Луиджи Маркизио                 |
| 8    | 28 май | Неаполь – Рим                  | горный    | 247        | Леарко Гуэрра       | Луиджи Маркизио                 |
| 9    | 30 май | Рим – Терамо                   | горный    | 203        | Микеле Мара         | Луиджи Маркизио                 |
| 10   | 31 май | Терамо – Анкона                | горный    | 185        | Микеле Мара         | Луиджи Маркизио                 |
| 11   | 2 июн  | Анкона – Форли                 | горный    | 182        | Леарко Гуэрра       | Луиджи Маркизио                 |
| 12   | 3 июн  | Форли – Ровиго                 | равнинный | 188        | Микеле Мара         | Луиджи Маркизио                 |
| 13   | 5 июн  | Ровиго – Азиаго                | горный    | 150        | Антонио Пезенти     | Луиджи Маркизио                 |
| 14   | 6 июн  | Азиаго – Брешиа                | горный    | 186        | Леонида Фраскарелли | Луиджи Маркизио                 |
| 15   | 8 июн  | Брешиа – Милан                 | горный    | 280        | Микеле Мара         | Луиджи Маркизио                 |

## Ход гонки
Луиджи Маркизио уехал в отрыв на этапе «Палермо – Мессина», одержал победу и возглавил генеральную классификацию. Молодой двадцатиоднолетний пьемонтец Маркизио, первую половину гонки ехал с повязкой на глазах, из-за пыли вулкана Этна (гонка стартовала на Сицилии), которая спровоцировала у него воспаление глаз. Он отвечал на многочисленные атаки Луиджи Джиакоббе и ему удалось удержать майку лидера лидера до самого конца гонки, которую  он закончил с 52 секундами преимущества над Джиакоббе.

## Итоговое положение
| \| Генеральная классификация \| Генеральная классификация \| Генеральная классификация \| Генеральная классификация \| Генеральная классификация \| \| Гонщик \| Гонщик \| Команда \| Время \| \| \| ------------------------- \| ------------------------- \| ------------------------- \| ------------------------- \| ------------------------- \| \| 1-й \| Луиджи Маркизио \| \| 115ч 11' 55 \| \| \| 2-й \| Луиджи Джиакоббе \| \| + 52 \| \| \| 3-й \| Аллегро Гранди \| \| + 1' 49 \| \| \| 4-й \| Амброджо Морелли \| \| + 11' 12 \| \| \| 5-й \| Антонио Пезенти \| \| + 16' 01 \| \| \| 6-й \| Антонио Негрини \| \| + 17' 48 \| \| \| 7-й \| Феличе Гремо \| \| + 23' 58 \| \| \| 8-й \| Аристиде Каваллини \| \| + 36' 10 \| \| \| 9-й \| Леарко Гуэрра \| \| + 37' 11 \| \| \| 10-й \| Amerigo Cacioni \| \| + 37' 11 \| \| |                    |         |             |
| |                    |         |             |
| Источник: ProCyclingStats |                    |         |             |
| Генеральная классификация |                    |         |             |
| Гонщик | Гонщик             | Команда | Время       |
| 1-й | Луиджи Маркизио    |         | 115ч 11' 55 |
| 2-й | Луиджи Джиакоббе   |         | + 52        |
| 3-й | Аллегро Гранди     |         | + 1' 49     |
| 4-й | Амброджо Морелли   |         | + 11' 12    |
| 5-й | Антонио Пезенти    |         | + 16' 01    |
| 6-й | Антонио Негрини    |         | + 17' 48    |
| 7-й | Феличе Гремо       |         | + 23' 58    |
| 8-й | Аристиде Каваллини |         | + 36' 10    |
| 9-й | Леарко Гуэрра      |         | + 37' 11    |
| 10-й | Amerigo Cacioni    |         | + 37' 11    |